# アブディエル・アロヨ
アブディエル・アロヨ・モリナル（Abdiel Arroyo Molinar、1993年12月13日 - ）は、パナマ・コロン出身のプロサッカー選手。パナマ代表。CDウニベルシダ・セサル・バジェホ所属。ポジションは、フォワード。

## 経歴

### クラブ
2015年夏、CONCACAFゴールドカップでの活躍からホンジュラスのCDマラトンやペルーのCDウニベルシダ・セサル・バジェホが興味を示していると報じられた。

### 代表
2014年8月、ペルーとの親善試合でパナマ代表初キャップ。2018年、2018 FIFAワールドカップのメンバーに選出された。

## 代表歴

### 出場大会
- パナマ代表
  - 2018 FIFAワールドカップ

### 試合数
- 国際Aマッチ 48試合 7得点（2014年-2019年）[2]

| パナマ代表 | 国際Aマッチ | 国際Aマッチ |
| 年         | 出場        | 得点        |
| ---------- | ----------- | ----------- |
| 2014       | 2           | 0           |
| 2015       | 8           | 0           |
| 2016       | 9           | 2           |
| 2017       | 13          | 3           |
| 2018       | 7           | 1           |
| 2019       | 9           | 1           |
| 通算       | 48          | 7           |

### 得点
2018年10月16日現在
| #  | 開催日         | 開催地           | 対戦国               | スコア | 結果 | 試合概要                        |
| -- | -------------- | ---------------- | -------------------- | ------ | ---- | ------------------------------- |
| 1. | 2016年6月14日  | フィラデルフィア | チリ                 | 2–3    | 2–4  | コパ・アメリカ・センテナリオ    |
| 2. | 2016年9月2日   | パナマ市         | ジャマイカ           | 2–0    | 2–0  | 2018 FIFAワールドカップ予選     |
| 3. | 2017年1月20日  | パナマ市         | エルサルバドル       | 1–0    | 1–0  | 2017 コパ・セントロアメリカーナ |
| 4. | 2017年7月15日  | クリーブランド   | マルティニーク       | 2–0    | 3–0  | 2017 CONCACAFゴールドカップ     |
| 5. | 2017年9月5日   | パナマ市         | トリニダード・トバゴ | 3–0    | 3–0  | 2018 FIFAワールドカップ予選     |
| 6. | 2018年10月16日 | 天安市           | 韓国                 | 1–2    | 2–2  | 親善試合                        |
| 7. | 2019年6月22日  | クリーブランド   | ガイアナ             | 1–0    | 4–2  | 2019 CONCACAFゴールドカップ     |